# میائو شی‌ین
میائو شی‌ین (چینی: 苗显) یکی از پنج مرشد افسانه‌ای چین است که پس از تخریب معبد شائولین به‌دست دولتمردان در دوران حکمفرمایی دودمان چینگ (۱۶۴۴–۱۹۱۲)، از آن جان سالم به‌در بردند.
گفته می‌شود او پدرِ «میائو تسوئی فا» و پدر بزرگِ فانگ سای-یوک رزمی‌کار برجسته و یکی از قهرمان مردمی چین است.
میائو شی‌ین در چندین سبک از شائولین کونگ‌فو سرآمد بود و یکی از کسانی است که در ابداع و تکمیل وینگ‌چون نقش داشته‌است. اگرچه میائو شی‌ین یک شخص حقیقی است، اما بسیاری از داستان‌هایی که دربارهٔ او نقل می‌شود، رنگ و بوی افسانه دارد و معلوم نیست که حقیقت دارند یا خیر.

## مرگ
هنگامی که پنج مرشد به معبدی در سیچوآن پناه می‌برند و در آنجا مستقر می‌شود، اختلافات مستمری مابین باک می و چهار استاد دیگر بر سر مسائل سیاسی و حرفه‌ای آنان به وجود آمد. باک می، چهار نفر دیگر را وادار می‌کرد که خود را درگیر مسائل سیاسی و حکومتی کنند و تعداد شاگردان بیشتری داشته باشند، حال آنکه آن چهار نفر، بدنبال یک زندگی آرام و بی‌دغدغه بودند و مایل به تربیت شاگردان زیادی هم نبودند. این اختلافات تا آنجا عمیق شد که یکی از استادان موسوم به جی سین با باک می نبردی تن‌به‌تن کرد و طی آن کشته شد. میائو شی‌ین که از این واقعه بسیار خشمگین شده بود، باک مِی را دعوت به مبارزه نمود تا انتقام جی سین را بگیرد. در این نبرد رودررو که بسیار نزدیک به هم بود، میائو شی‌ین هم کشته شد. در نهایت فونگ دائو داک که هر دو دوئل را دیده بود و حرکات تکنیکی باک می‌را بررسی کرده بود، او را به یک نبرد نهایی دعوت کرد و در این دوئل او را شکست داد و باک می، چند روز بعد، در اثر جراحات وارده درگذشت.